# Suzanne Borel-Maisonny
Pour les articles homonymes, voir Borel et Suzanne Borel.
Suzanne Borel-Maisonny, née Suzanne Borel le 28 février 1900 à Paris 14e et morte le 7 mai 1995 à Paris 15e, est une des fondatrices, en France, de l'orthophonie, profession qui permet de rééduquer en particulier les troubles liés au langage oral et écrit. Elle est surtout connue pour la méthode Borel-Maisonny, méthode phonético-gestuelle où l'apprentissage des sons est associé à des gestes.

## Éléments biographiques
Phonéticienne et grammairienne de formation (licence de lettres classiques en 1921 puis diplôme de philologie à l'EPHE - École pratique des hautes études), elle fut élève de l'Abbé Jean-Pierre Rousselot, l'un des fondateurs de la phonétique expérimentale et professeur au Collège de France et à l’Institut catholique.
Dès 1926, elle est appelée par le docteur Victor Veau (1871-1949), chirurgien à l’hospice des Enfants-Assistés (devenu Hôpital Saint-Vincent-de-Paul), qui opère les enfants atteints de divisions palatines et de becs de lièvre. Celui-ci lui demande d'observer les enfants opérés, dans le but de savoir s'il n'est pas possible de les aider à recouvrer une voix et une articulation meilleures.
En tant que chef du service de rééducation de la parole, elle commence donc ses premières rééducations auprès d'enfants opérés de divisions palatines, d'une manière tout à fait expérimentale. Elle publie ses résultats dans la Revue de phonétique en 1929. Elle regroupe ensuite progressivement un ensemble de troubles de la voix, de la parole et du langage oral puis écrit dont le commun dénominateur permet de faire émerger une nouvelle discipline de réadaptation : l'orthophonie. C’est dans ces conditions qu'est alors créé le premier service d’Orthophonie, à l’Hôpital Saint-Vincent-de-Paul. Un second suit à l’Hôpital Necker-Enfants-Malades. Enfin, après la Seconde Guerre mondiale, un troisième service d'Orthophonie est ouvert à l’Hôpital psychiatrique Henri-Rousselle.
Entourée d'une équipe de pionnières, dont Clotilde Silvestre de Sacy et Suzanne de Séchelles, elle obtient en 1955 la délivrance des premières Attestations d'étude d'orthophonie.
Petit à petit, elle en vient à s'occuper aussi de la parole, puis du langage et de la pensée-langage. C’est avec l’équipe de recherche pluridisciplinaire en psychologie-psychopathologie de l’enfant, dirigée à l’hôpital Henri-Rousselle par le neuropsychiatre Julian de Ajuriaguerra que Suzanne Borel-Maisonny, dès 1946, commence ses recherches et ses publications sur l’apprentissage de la lecture, de l’orthographe et de la rééducation des dyslexies et des dysorthographies. Ce sera notamment la source de la célèbre méthode phonético-gestuelle où des gestes sont associés à des sons.
Elle a notamment créé :
- l’Association des Rééducateurs de la Parole et du langage Oral et Écrit (ARPLOE) en 1956 - devenue ARPLOEV en 1986 pour y inclure la rééducation de la Voix ;
- le Centre de Rééducation Dyslexie-Dysorthographie à Paris (1957) avec Clotilde Silvestre de Sacy et Suzanne de Séchelles ;
- le Syndicat National des Orthophonistes (1959) - devenu Fédération nationale des orthophonistes en 1968 ;
- la revue Rééducation orthophonique (1963) ;
- le Centre Expérimental Orthophonique & Pédagogique (1968) avec Lucie Matteodo-Peyracchia ;
- la Bibliothèque de l'ARPLOE (1971), où l'on peut trouver de nombreux ouvrages, reçus en service de presse, et chaque année, pour documentation, les nouveaux Mémoires d’Orthophonie ;
- la Fondation Borel-Maisonny (1974) pour la rééducation des déficients auditifs profonds.

## Publications
Elle publie de 1929 à 1989 plus de 250 contributions consacrées à la parole et la rééducation de la parole.

### Préfaces
- dans un ouvrage de sa collaboratrice Clotilde Silvestre de Sacy, Bien lire et aimer lire, 1960, ESF éditeur, 38e édition 2018.

### Ouvrages
- Avec Victor Veau , Division palatine : Anatomie - Chirurgie - Phonétique, Paris, Masson & Cie, 1931.
- Avec Édouard Pichon, Le bégaiement, sa nature et son traitement, Paris, Masson, 1937, 4e édition revue et augmentée, 1976.
- Avec Jean Tarneaud, Traité pratique de phonologie et de phoniatrie, la voix - la parole - le chant, Paris, Maloine, 1941, 2e édition,1961.
- Paul et Lène, premier livre de lecture, Paris, Delagrave, 1951, réédition Neuchâtel, Delachaux et Niestlé, 1978.
- Le Groupe des audi-mutilés, avec Julian de Ajuriaguerra, René Diaktine, S. Narlian et Mira Stambak, Paris, Presses Universitaires de France, 1958.
- Rapport du colloque international "Langage et Communication", avec Clément Launay, René Diaktine et Claire Dinville, Journal français d'Oto-Rhino-Laryngologie, IX, 3, Paris, 1960.
- Langage oral et écrit - I - pédagogie des notions de base, Neuchâtel, Delachaux et Niestlé, huit éditions de 1960 à 1985, réédition 24 octobre 2019, éditions Bien Lire, avec préface du Docteur Françoise Kadri-Maisonny.
- Langage oral et écrit - II - épreuves sensorielles et tests de langage, Neuchâtel, Delachaux et Niestlé.
- Avec Clément Launay (éd.) Les troubles du langage, de la parole et de la voix chez l'enfant, Paris, Masson, 1964, 2e édition revue et corrigée, 1975.
- Les troubles de la parole, in Le Langage, vingt-cinquième volume de l'Encyclopédie de la Pléiade, publié sous la direction d'André Martinet, Nrf, Éditions Gallimard, Paris, 1968, p. 369 à 389.
- Éducation et perception, Neuchâtel, Delachaux et Niestlé, 1969.
- Grammaire en images, de l'orthographe à la pensée,  Neuchâtel, Delachaux et Niestlé, 1973, réédition 01/07/1992.
- Élaboration progressive d'une Orthophonie rationnelle, tome 1, Paris, Isoscel (Institut Supérieur d'Ortophonie, des Sciences de la Communication et du Langage), 1982.
- L'absence d'expression verbale chez l'enfant, 1979, rééd. 2008, numéro spécial Rééducation Orthophonique, 45, 232.
- Méthode de lecture, Paris, Fondation Borel-Maisonny, 1996.

### Articles (sélection)
- Avec Victor Veau, La phonation après les opérations pour division palatine, Revue française de pédiatrie, 1931, 7, 3, 333-342.
- Les retards de parole, La Presse médicale, 1933, 1, 1-12.
- L’oscillographie en clinique phonétique, Bull. Acad. Méd., 1948, 27-28, 479-486.
- Les troubles de la parole liés aux malformations de la bouche et des dents ou à l’existence de prothèses, Bull. Soc. Odonto-Stomatol. Rhin., 1950, 4, 1-16.
- Les Troubles du langage dans les dyslexies et les dysorthographies, Enfance, 5, 1951, 400-444.
- Les Dyslexies. Définition. Examen. Classement. Rééducation, Fol. Psychiatr. Neerl., 3, 2, 86-99.
- Modifications apportées à l’éducation des hypoacousiques par l’oscilloscopie, Rev. Laryngol., 1952, 9-10, 459-467.
- Traitement des troubles de la parole liés à des troubles de l’audition, J. Fr. oto-rhino-laryng., 3, 178-183.
- Note sur une écriture phonétique et symbolique spécialement adaptée aux enfants sourds, Atti Labor. Fonet., Univ. Padova, II, 2-16.
- (coll.) Le groupe des audimutilés, Psychiatr. Enf., 1, 7-62.
- Phonétique des divisions palatines, Revue de phonétique, 1929
- Langage normal et langage pathologique - Troubles de la parole, Paris médical : la semaine du clinicien, 1936, n° 101, partie médicale.
- Éducation et rééducation du langage, Paris médical : la semaine du clinicien, 1938, n° 110, partie paramédicale.
- Éducation et rééducation du langage II, Paris médical : la semaine du clinicien, 1938, n° 110, partie paramédicale.
- Éducation et rééducation du langage III, Paris médical : la semaine du clinicien, 1938, n° 110, partie paramédicale.
- Les Troubles de la parole, L'Année psychologique, 1966

### Tests créés
- Test relatif au tout début du langage
- Test sans parole pour l'appréciation du niveau mental chez des enfants de 1 an 1/2 à 5 ans 1/2
- Test d'aptitude pour enfants de 5 ans 1/2 à 10 ans
- Test d'orientation, de jugement et de langage pour enfants de 5 ans 1/2 à 9 ans qui présentent des difficultés de langage, de lecture ou d'orthographe
- Test aux bruits instrumentaux et vocaux pour l'établissement d'un profil auditif
- Test d'orthographe
- Test de lecture
- Test d'aptitude à l'écriture

### Appareils et matériels créés pour la rééducation
- Pharyngo-laryngoscope pour l’exploration du larynx et de la cavité vélo-pharyngée
- Phonaudioscope pour l'analyse et la rééducation de la parole
- Jeu de guide-langue pour la correction des erreurs motrices de la parole
- Boîtes de lettres mobiles pour l'apprentissage et la rééducation de la lecture et de l'orthographe